# Линдон (Кентаки)
Линдон (енгл. Lyndon) град је у америчкој савезној држави Кентаки.

## Демографија
По попису из 2010. године број становника је 11.002, што је 1.633 (17,4%) становника више него 2000. године.
| Група             | 2000.         | 2010.         |
| Белци             | 7.880 (84,1%) | 8.515 (77,4%) |
| Афроамериканци    | 854 (9,1%)    | 1.254 (11,4%) |
| Азијати           | 199 (2,1%)    | 230 (2,1%)    |
| Хиспаноамериканци | 262 (2,8%)    | 754 (6,9%)    |
| Укупно            | 9.369         | 11.002        |